# Morne Boudoute
Le morne Boudoute est un sommet situé dans le massif montagneux de la Soufrière sur l'île de Basse-Terre en Guadeloupe. S'élevant à 813 mètres d'altitude, il se trouve sur le territoire de la commune Trois-Rivières dans le parc national de la Guadeloupe.

## Hydrographie
Situé au sud-est de la Soufrière, le plus haut point de la Guadeloupe, et juste au nord du piton L'Herminier, c'est un petit cône volcanique adventif qui domine un ensemble de lacs constitué de l'étang As de Pique, du l'étang Madère et de l'étang Roche. Sur ses crêtes se trouvent les sources de la rivière du Bananier et de la ravine Boudoute.